# Осот пилчастий
Осот пилчастий (Cirsium serrulatum) — вид рослин з родини айстрових (Asteraceae), поширений у південно-східній Європі, Казахстані, південно-західному Сибіру.

## Поширення
Поширений у південно-східній Європі, Казахстані, пд.-зх. Сибіру.